# العلاقات التركية السيشلية
العلاقات التركية السيشلية هي العلاقات الثنائية التي تجمع بين تركيا وسيشل.

## مقارنة بين البلدين
هذه مقارنة عامة ومرجعية للدولتين:
| وجه المقارنة                                              | تركيا         | سيشل                                                |
| --------------------------------------------------------- | ------------- | --------------------------------------------------- |
| المساحة (كم2)                                             | 783.56 ألف    | 459                                                 |
| عدد السكان (نسمة)                                         | 80.14 مليون   | 95.84 ألف                                           |
| الكثافة السكانية (ن./كم²)                                 | 102.28        | 20.88 ألف                                           |
| العاصمة                                                   | أنقرة         | فيكتوريا                                            |
| اللغة الرسمية                                             | اللغة التركية | لغة فرنسية، لغة إنجليزية، اللغة الكريولية السيشيلية |
| العملة                                                    | ليرة تركية    | روبية سيشلية                                        |
| الناتج المحلي الإجمالي (بليون دولار)                      | 851.10 مليار  | 1.49 مليار                                          |
| الناتج المحلي الإجمالي (تعادل القوة الشرائية) بليون دولار | 1.57 تريليون  | 2.54 مليار                                          |
| الناتج المحلي الإجمالي الاسمي للفرد دولار أمريكي          | 9.12 ألف      | 15.48 ألف                                           |
| الناتج المحلي الإجمالي للفرد دولار أمريكي                 | 19.79 ألف     | 26.42 ألف                                           |
| مؤشر التنمية البشرية                                      | 0.761         | 0.772                                               |
| رمز المكالمات الدولي                                      | +90           | +248                                                |
| رمز الإنترنت                                              | .tr           | .sc                                                 |
| المنطقة الزمنية                                           | ت ع م+03:00   | ت ع م+04:00                                         |

## منظمات دولية مشتركة
يشترك البلدان في عضوية مجموعة من المنظمات الدولية، منها:
| علم المنظمة | اسم المنظمة                               | تاريخ انضمام تركيا | تاريخ انضمام سيشل |
| ----------- | ----------------------------------------- | ------------------ | ----------------- |
|             | يونسكو                                    | 4 نوفمبر 1946      | 18 أكتوبر 1976    |
|             | وكالة ضمان الاستثمار متعدد الأطراف        | 3 يونيو 1988       | 15 سبتمبر 1992    |
|             | الأمم المتحدة                             | 24 أكتوبر 1945     | 21 سبتمبر 1976    |
|             | الفريق المعني برصد الأرض                  | ?                  | ?                 |
|             | الاتحاد البريدي العالمي                   | ?                  | ?                 |
|             | البنك الدولي للإنشاء والتعمير             | 11 مارس 1947       | 29 سبتمبر 1980    |
|             | الاتحاد الدولي للاتصالات                  | 1866               | 17 سبتمبر 1999    |
|             | منظمة حظر الأسلحة الكيميائية              | ?                  | 29 أبريل 1997     |
|             | مؤسسة التمويل الدولية                     | 19 ديسمبر 1956     | 11 يونيو 1981     |
|             | المركز الدولي لتسوية المنازعات الاستشارية | 2 أبريل 1989       | 19 أبريل 1978     |
|             | منظمة الشرطة الجنائية الدولية             | ?                  | 1 سبتمبر 1977     |
|             | البنك الإفريقي للتنمية                    | ?                  | ?                 |

## وصلات خارجية
- موقع وزارة الخارجية التركية
- موقع وزارة الخارجية السيشلية